# Пермська
Пе́рмська (рос. Пермская) — присілок у складі Омутнінського району Кіровської області, Росія. Входить до складу Вятського сільського поселення.
Населення становить 50 осіб (2010, 95 у 2002).
Національний склад станом на 2002 рік — росіяни 95 %.